# Pseudoschizonycha meridionalis
Pseudoschizonycha meridionalis är en skalbaggsart som beskrevs av Keith 2006. Pseudoschizonycha meridionalis ingår i släktet Pseudoschizonycha och familjen Melolonthidae. Inga underarter finns listade i Catalogue of Life.